# Brinje
Brinje (deutsch Bründl) ist eine Gemeinde in der Gespanschaft Lika-Senj in Kroatien.

## Lage
Die Gemeinde befindet sich etwa 85 km von Gospić entfernt in der historischen Region Lika. Gemäß der Volkszählung von 2011 hat Brinje 3.256 Einwohner, von denen 93 % Kroaten sind.

## Geschichte
Die Geschichte Brinjes datiert bis in das Mittelalter, als sich die Ortschaft im Besitz der Adelsfamilien der Frankopanen sowie der Gorjanski befand. Der Ort liegt an der bereits von Römern erbauten Salzstraße, die von Senj über den Vratnik-Pass bis ins Landesinnere führt.
Die Ortschaft befindet sich unterhalb der erstmals im Jahre 1343 erwähnten Burg Sokolac, in der sich eine der besterhaltenen gotischen Burgkapellen in Kroatien befindet. Die Kapelle der Heiligen Maria stammt aus dem 14. Jahrhundert. Die Burgbezeichnung stammt vom kroatischen Wort „sokol“ („Falke“), der auch Bestandteil des Stadtwappens ist.

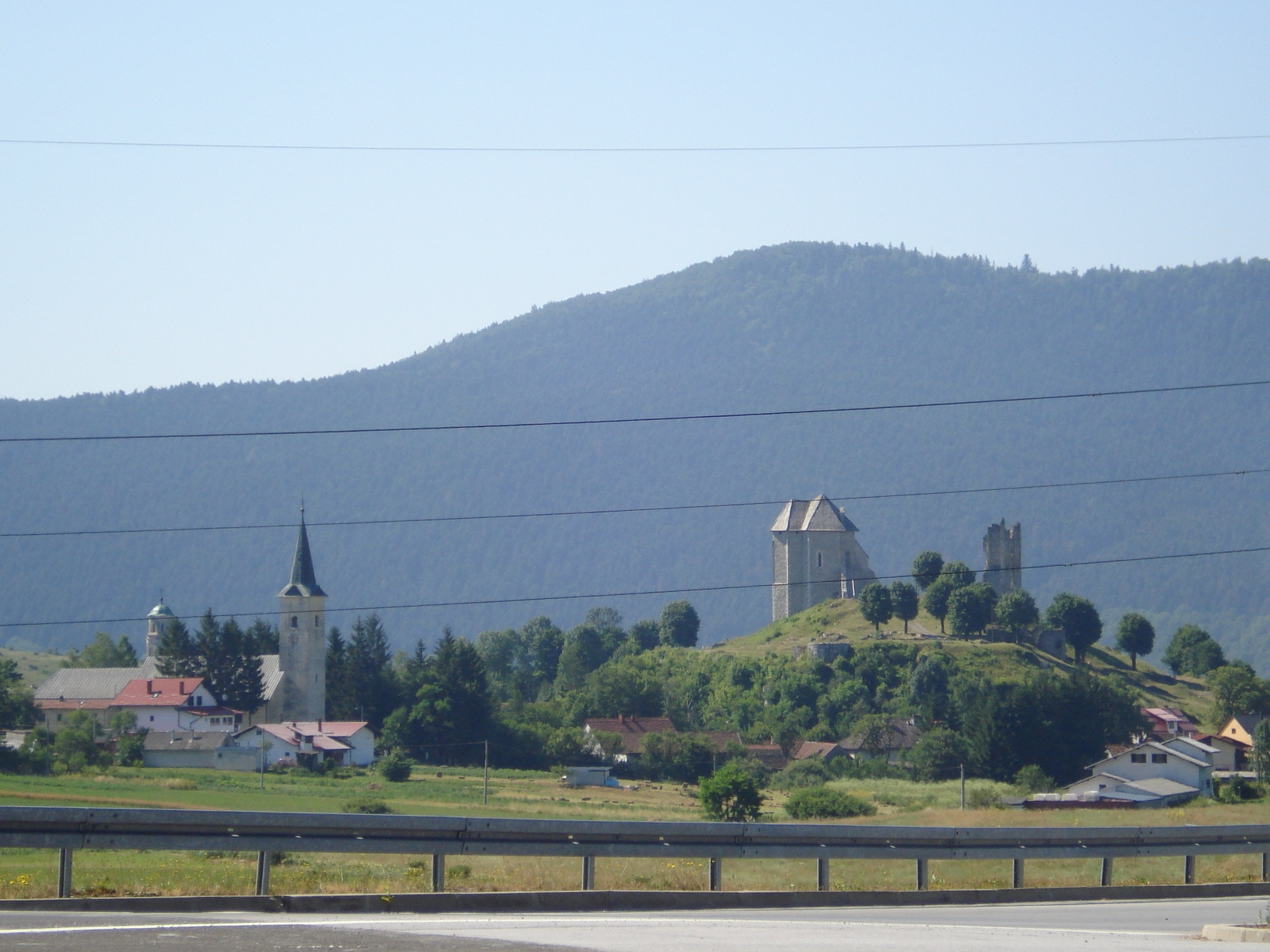
Brinje von der Autobahn A1 aus gesehen
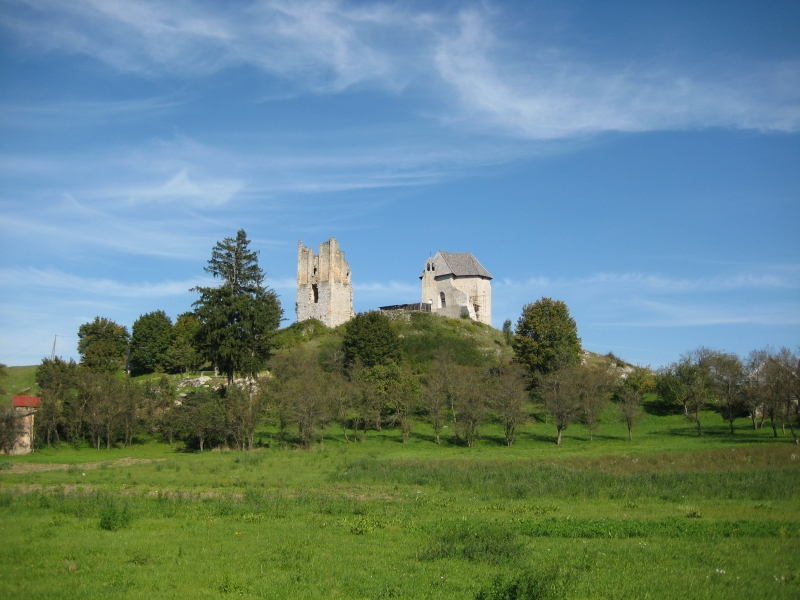
Burg Sokolac
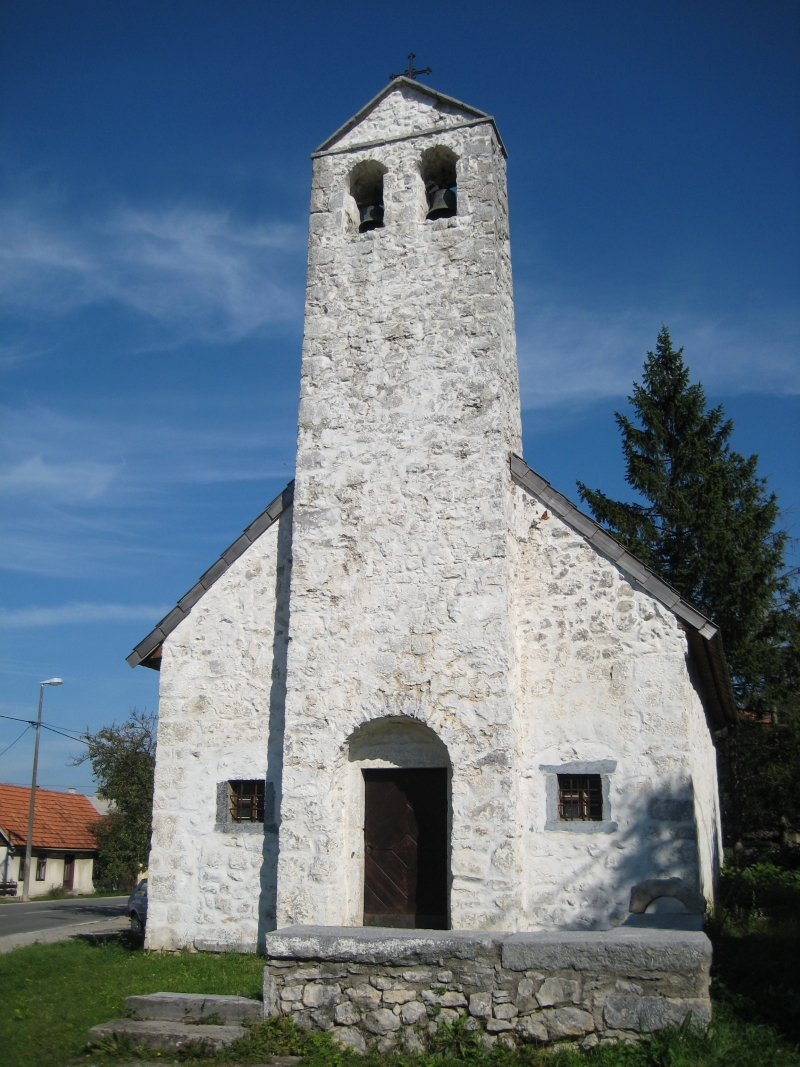
Kapelle des hl. Fabian
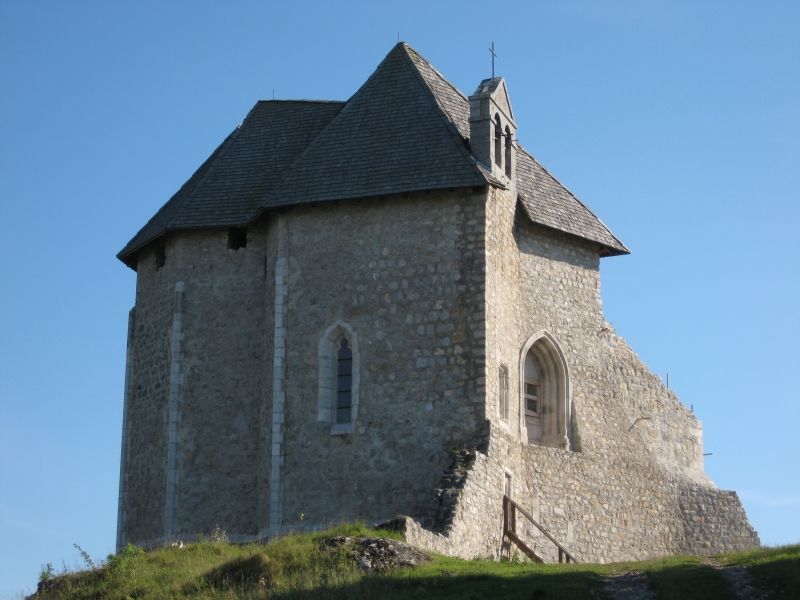
Kapelle der hl. Maria

## Gemeindeteile und Einwohner
- Brinje – 1250
- Glibodol – 7
- Jezerane – 270
- Križ Kamenica – 173
- Križpolje – 392
- Letinac – 95
- Lipice – 94
- Prokike – 63
- Rapain Klanac – 6
- Stajnica – 164
- Vodoteč – 33
- Žuta Lokva – 16

Stand: Volkszählung 2021

## Persönlichkeiten
- Franz Brozincevic (1874–1933), Schweizer Ingenieur und Konstrukteur kroatischer Herkunft
- Stjepan Javor
- Marko Mesić (um 1640–1713), Pfarrer und Freiheitskämpfer